# 篠津 (江別市)
篠津（しのつ）は北海道江別市にある地名。

## 地名の由来
「シノツ」がアイヌ語に由来するのは明らかだが、正確な原語については諸説ある。以下に2例を挙げる。
シンノツ
「山の崎」の意。ここで言う「山」とは当別川と篠津の中間にある「イワウサニ」、俗称「当別山」または「阿蘇山」のこと。
現在の篠津地区は一面が平坦な土地であるが、新篠津村が分村される前の「篠津村」はより広く、山麓に近接していたことを踏まえると理解しやすい。
シノット
「河の集まる豊かなところ」の意。
松浦武四郎は、1846年（弘化3年）の『再航蝦夷日記』8月19日の頁にスノツとして記しているほか、1856年（安政3年）の『武四郎回漕日記』巻10にはシノツとして収録している。同じく安政年間に石川和助が著した『観国録』にも「シノツ」の名はあり、この当時には既に定着していた名称であることがわかる。
また、篠津川河口近くの左岸（南岸）地区を指してシノツプト（篠津太）と呼ぶ。「篠津」という漢字表記は、屯田兵村の設置にあたって行政上の村名が必要となったことから、開拓使札幌在勤の権大書記官・鈴木大亮が考案したものである。

## 地理
篠津は石狩平野の中央に位置する農村地区である。かつては面積1万ヘクタールに及ぶ泥炭地が広がる篠津原野の一端であったが、積年の土地改良により穀倉への転化が成し遂げられた。
東隣には美原があり、その向こうには新篠津村が所在する。北は南7号線を境として当別町と接する。南では石狩川を隔てて、江別市街地や対雁と相対している。西隣の八幡は旧名を「浦篠津」といい、篠津兵村時代は同じ行政区域に属していた。
石狩川の対岸とは石狩大橋で結ばれているほか、その3キロメートル下流には国道275号の新石狩大橋が架かる。
新篠津村に発する篠津川は、地区を東から西に貫流して石狩川に注ぎ、月形町から流れ来る篠津中央篠津運河用水が土地を潤して、米作を支えている。

### 殖民地区画
1886年（明治19年）、北海道庁が置かれるとともに「殖民地選定事業」として調査測量が始められ、それから約8年をかけて全道各地の農業可耕地を選定区画割した。
篠津原野の区画は現在の石狩市生振に基点を置き、南北に走る縦の「線」を東へ向かって1線、2線、3線……と増やしていった。また、東西に延びる横線は「号」と呼ばれ、生振から新篠津村袋達布まで引かれた基線を中心とし、北へ向かっては北1号、北2号……と順を追って数え、反対側は同様に南1号、南2号……と土地を切り分けていった。線と号が形作る四角形は、一辺の長さが300間（543メートル）、面積は30町歩（29.751ヘクタール）となる。
この区画は100年以上が経過しても、ほぼそのままの形で残っており、地名を示すために用いられている。

## 歴史

### 篠津屯田前史
1873年（明治6年）の「石狩州札幌郡対雁村地図」によると、シノツ川以南の26万7000坪に及ぶ広大な土地が、林真五郎・二野常吉・坂東彦兵衛の3名に払い下げられていたという。
しかし篠津屯田設置計画が始動すると、事業不成功を理由として彼らへの払い下げは却下されたと記録されている。

### 篠津屯田兵村の成立
北海道に屯田兵を設置するにあたって問題となったのは、兵たちの中心的職業を何にするかであった。開拓使が札幌近郊の丘珠村で養蚕を試みたり、また札幌中心部の西に桑園を拓いたりしていた時代にあって、第4次の屯田兵村でも養蚕業を取り入れることが決まった。1877年（明治10年）12月、兵村予定地として選定された篠津太に、養蚕室が築造された。当初の予定では、この養蚕室の東方と北方の高燥地2か所に入植が行われるはずだったが、石狩川の氾濫に伴う水害に見舞われたため東方の土地は諦められ、兵村は北方の土地に集約されることとなった。
1878年（明治11年）、ウラジオストクに渡航した永山武四郎は、厳しい風雪に耐える現地の建物に感銘を受け、開拓長官の黒田清隆にロシア式の屯田兵屋を採用するように献策した。篠津兵村に先駆けて拓かれた江別兵村では、アメリカ式兵屋を採用した結果として費用がかさんだことから、この案は受け入れられた。ロシアから建築職工3名を雇い入れるとともに、琴似と山鼻の両兵村から大工の心得のある者3名を呼び寄せてロシア職人に師事させるという力の入れ具合で、今後の屯田兵屋をすべてロシア式に統一するという意気込みがうかがえる。
篠津屯田兵屋の建設は1879年（明治12年）春に着工し、兵員入募の直前となる1881年（明治14年）5月、兵屋20戸と板庫1棟が落成した。ロシア式の兵屋は間口4間・奥行4間の建坪16坪で、中にはペチカが設けられており、中2階建てとなっていた。しかし農業技師エドウィン・ダンからの申し入れがあり、ロシア式兵屋は営農に不向きであるとみなされた。さらに1戸あたりの建設費用が620 - 700円と琴似兵村の約3倍半に及んだうえ、築造にも時間がかかり、耐久性や住み心地でもアメリカ式兵屋に劣るという実情であった。結果としてロシア式兵屋は、篠津の20戸以外には採用されることなく終わった。
1881年（明治14年）7月7日、名越源五郎曹長に率いられた屯田兵19戸がそれぞれの兵屋に納まり、それまでのシノツブトが篠津村と公称するようになった。19戸の内訳は青森県士族6・平民1、岩手県士族1・平民2、山形県士族4・平民5となっている。当時の屯田兵招募は基本的に失業武士を対象としたものだが、第1次篠津屯田に配備する兵員の資格条件については養蚕技術に長けた者が優先されたため、必然的に農民が多くなった。これは他の屯田兵村には見られない、篠津独自の特徴である。なお、1884年（明治17年）9月に名越源五郎の弟の又八が分家独立し、20戸目の屯田兵の座に納まった。
1885年（明治18年）7月17日、篠津川の北に短冊型間口50間・奥行100間の区角割が設けられ、第2次篠津屯田の30戸が入植した。その内訳は鳥取県9、佐賀県7、熊本県4、鹿児島県5，石川県5となっている。さらに翌1886年（明治19年）7月には、その続地に第3次篠津屯田として10戸が配置された。

### 新篠津村の分村
1883年（明治16年）春、まだ篠津兵村が第1次募集の19戸で成り立っていたころ、月形村初代戸長を務めた熊田直之が、石狩川右岸の一角、後の49線北3号付近で畑地耕作を目的として開墾を始めた。しかし当地は行政上でこそ篠津村に属していたものの、まだ土地の区画割もできていなかったため、後続の入植希望者が相次ぐようなことはなく、開拓の第一人者となった熊田でさえ本格的な移住は開墾開始から数年後であったという。
1893年（明治26年）に原野区画の作業が終わり、翌1894年（明治27年）に道庁が第1回の移民募集を行うと、多数の開拓移住民がいっぺんに入植してきた。2 - 3年のうちに農場入植や団体入村が続き、それまでほとんど無人の地だった篠津原野北東部に急ごしらえで農村部落が建設されていった。
ところが当時の篠津村の戸長役場は、対雁村ともども江別村に置かれていたため、遠く離れた北東部の入植者たちが行政手続に際して出向くとなると、大変な労苦が伴った。そこで彼らは「新村独立」を求めて、道庁や札幌郡役所などの関係官公庁に強く働きかけた。江別村や篠津屯田兵村はこれに反対の構えを取ったが、2年間にわたる独立運動の末に、道庁の裁断で新村設置が決定された。地元から提出された新村の名称は「東篠津村」であったが、道庁の意向で新篠津村に変更され、1896年（明治29年）2月16日に置村告示、同月20日付で新篠津戸長役場の開庁も告示となった。
こうして篠津原野の北東部は切り離されたが、その一方で東部の一原・二原・三原・四原、西部の浦篠津はいまだ篠津村の管轄に含まれていた。

### 合併と町村制の施行
1906年（明治39年）4月1日、北海道二級町村制の施行により、篠津村は江別村・対雁村と合併して新しい江別村の一部となる。
1909年（明治42年）4月1日、江別村に北海道一級町村制が施行される。一級への昇格とともに立野俊太郎村長は退任し、北海道庁の吉井宗吉が約3か月村長代行を務めている間に改めて選挙が行われた。新村長に選出されたのは、いまや陸軍歩兵少佐の名越源五郎であり、篠津の人々は「おらが村長」と大いに喜んだという。
1915年（大正4年）7月7日、篠津屯田兵の入募から35周年を迎え、篠津尋常小学校の北東角に開村記念碑が建立される。
1916年（大正5年）5月1日、町制が施行されて江別町が成立する。このころになると一原・三原・四原にも開拓農民が増加し、特に一原の重兵衛渡船場の付近は、石狩川を越えて新篠津村まで往還するための要衝であるところから、賑やかな集落が形成されていた。
1920年（大正9年）に石狩大橋が完成し、それまで渡船に頼るしかなかった篠津が江別市街と直接結ばれることとなった。この架橋を機に周辺の町村と連絡する道路も整備され、篠津は急速な発展を遂げた。

### 字名改正
1927年（昭和2年）4月1日、江別町は行政区域を13部制から19部制へと改めた。篠津周辺の変更は以下の通り。
- 篠津兵村部 → 篠津兵村、浦篠津、上当別太
- 一原部 → 第一原野小樽開墾
- 二原部 → 第二原野
- 三原部 → 第三原野、第四原野、ポン篠津[37]

1930年（昭和5年）7月7日、篠津兵村開村五十周年記念式が行われる。
1935年（昭和10年）2月20日、江別町内の字名改正が実施された。東の第一原野からポン篠津は美原、西の浦篠津は八幡として切り分けられ、篠津兵村は篠津という短い名称に変更されたうえで、石狩川の河道変更により右岸側の土地となった川下と合併した。地区の名称から「兵村」の語が消えたことに対して、一部の屯田系住民は反発を起こしたが、いまや大多数を占める移住系の人々の意見に押されて、承服するしかなかった。

### 戦後
1960年（昭和35年）7月7日、篠津村開基八十周年記念式が行われる。
1981年（昭和56年）7月7日、篠津開基百年碑が建立される。

## ギャラリー

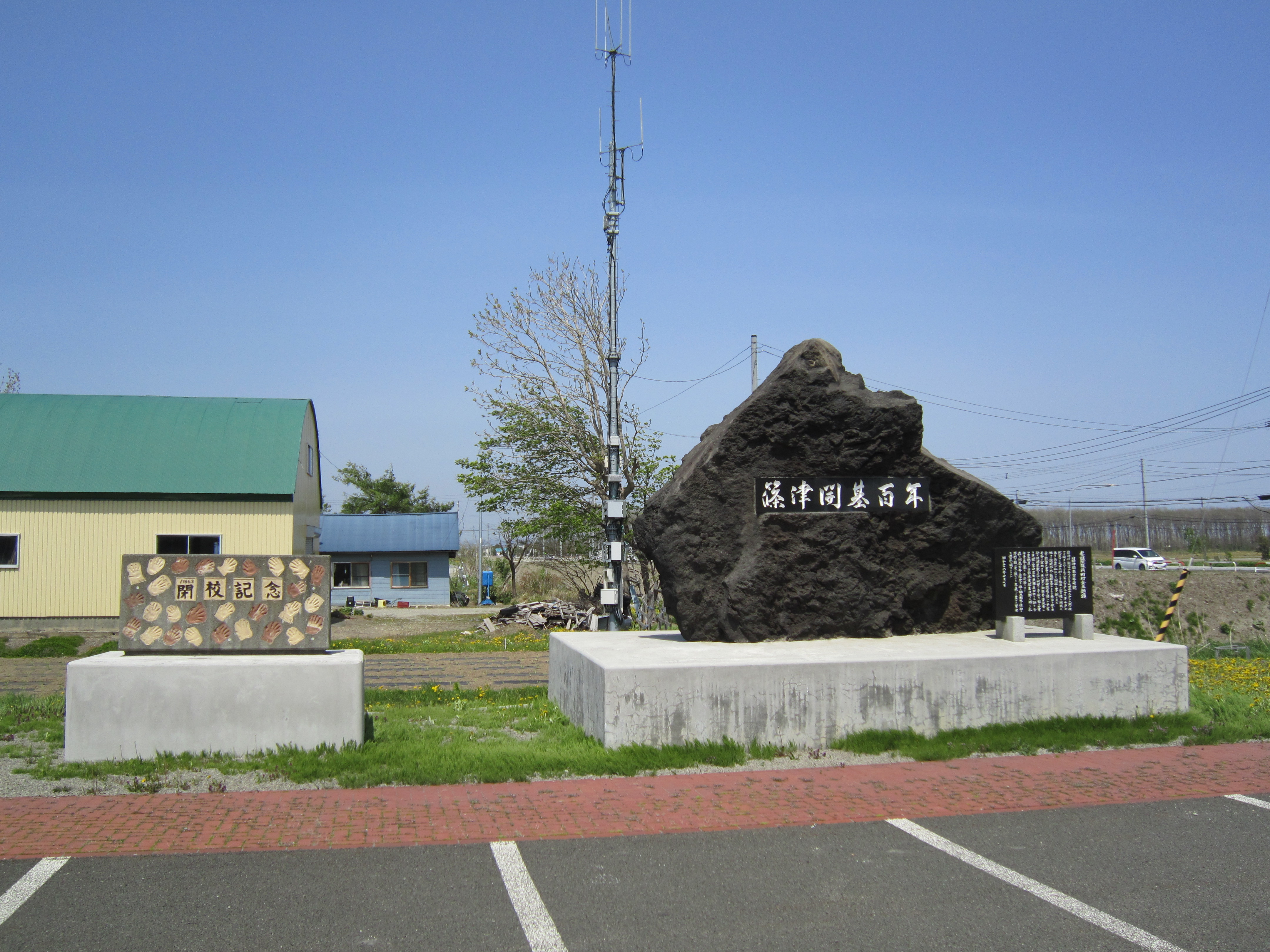
篠津開基百年碑（右）、篠津小学校閉校記念碑（左）
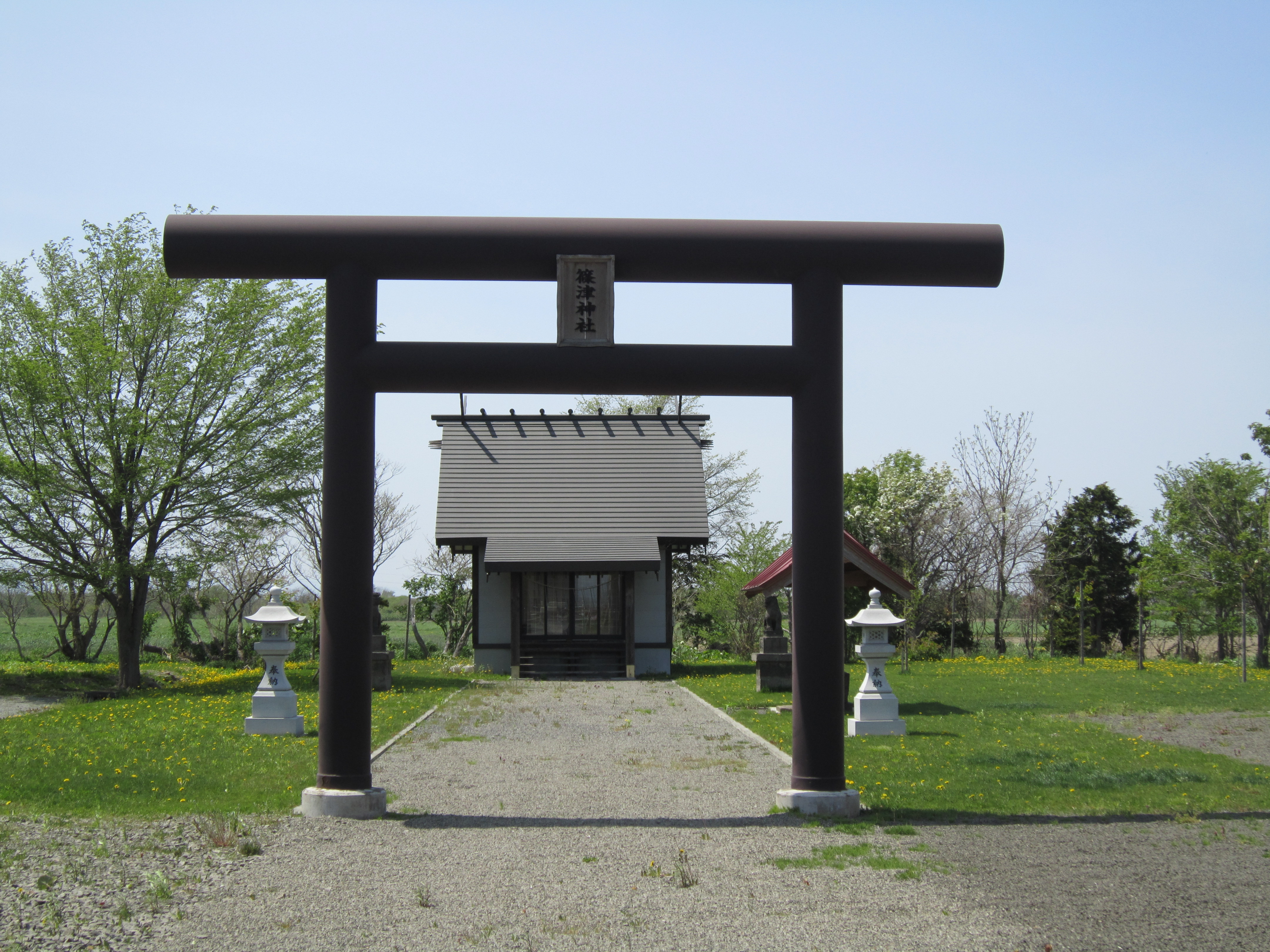
篠津神社
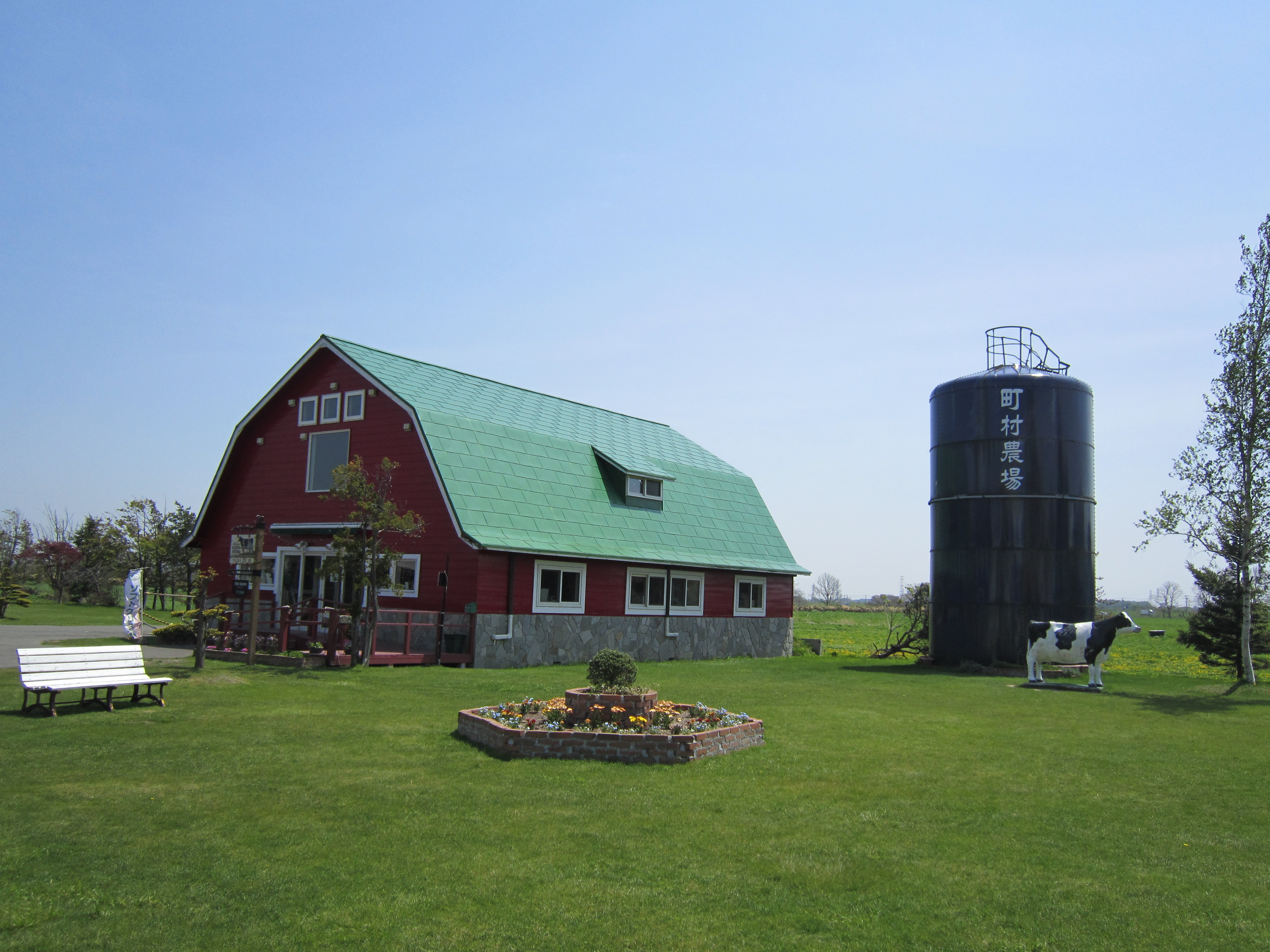
町村農場

## 参考資料
- 『江別市史』 上巻、北海道江別市役所、1970年3月31日。
- 『新篠津村史』石狩郡新篠津村役場、1975年9月1日。
- 『篠津開基百年誌』篠津自治会、1981年12月。
- 『篠津屯田兵村史』国書刊行会、1982年8月。